# Patellofemoraal pijnsyndroom
Het patellofemorale pijnsyndroom is een aandoening met als voornaamste klacht pijn in een knie of vaak ook beide knieën, die men vooral bij adolescenten en jonge volwassenen aantreft; iets vaker bij vrouwen dan bij mannen. De term 'patellofemoraal' is afgeleid van de Latijnse woorden patella en femur, die respectievelijk 'knieschijf' en 'dijbeen' betekenen.
Het betekent dat de knieschijf niet goed 'spoort' in de groeven van het bovenbeen waardoor de klachten ontstaan. Dit kan vooral ontstaan wanneer de druk op de knie groter wordt bij bijvoorbeeld fietsen met tegenwind, traplopen of langdurig zitten. 
Er kunnen pseudoslotklachten ontstaan en crepitaties. De pijn is vooral te lokaliseren onder de knieschijf. 
Retropatellaire chondropathie is een aandoening van de knie, waarbij het kraakbeen aan de achterzijde van de patella (knieschijf) of het kraakbeen van de onderkant van het dijbeen beschadigd is. Orthopeden verschillen van mening of deze twee begrippen op dezelfde aandoening slaan.
Een andere naam voor deze aandoening (in primaire vorm) is meisjesknie, omdat dit dikwijls voorkomt bij jonge meisjes waarbij de spiersterkte de lengtegroei niet goed kan volgen.

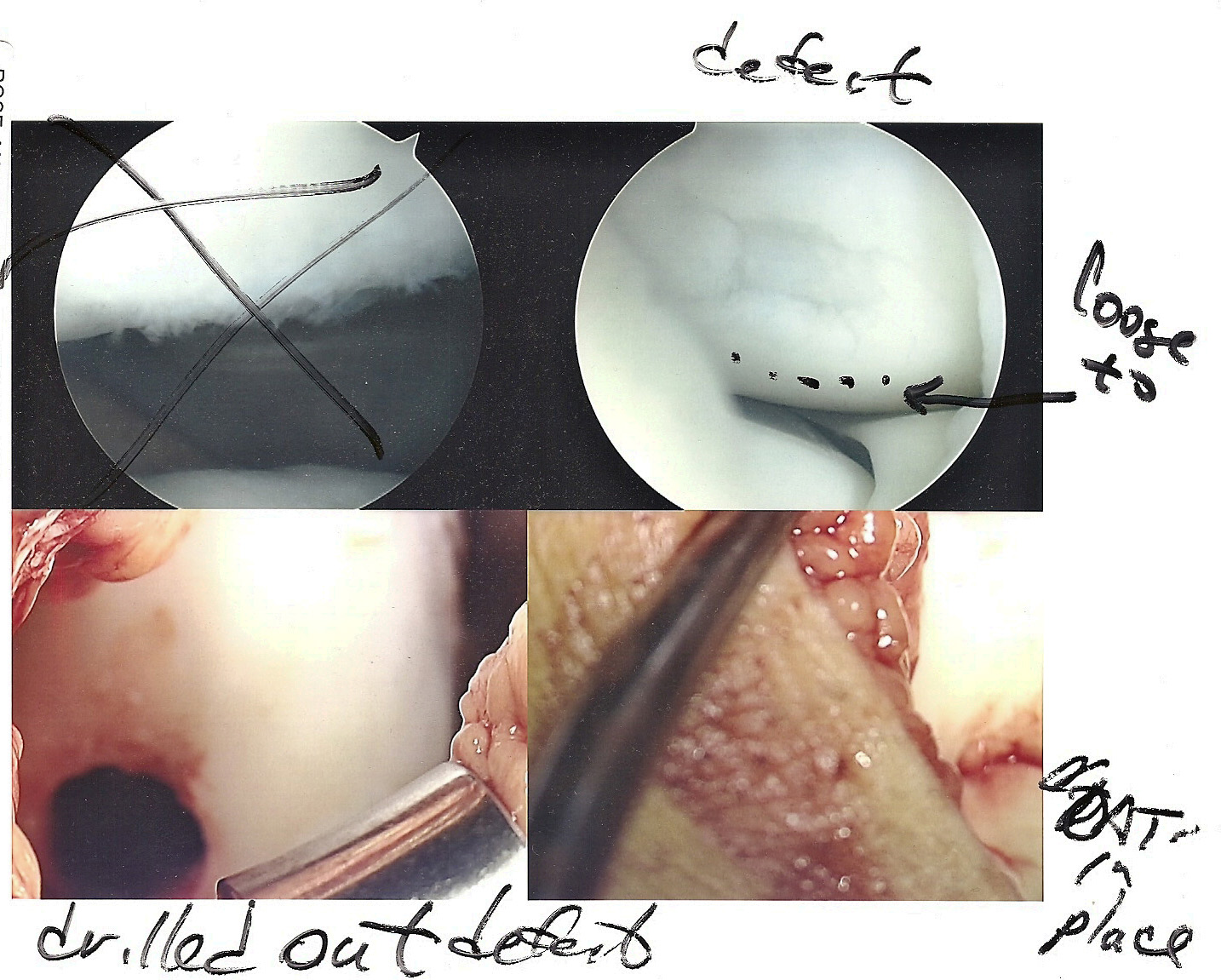
Kijkoperatie bij retropatellaire chondropathie. Het kraakbeen van de knieschijf is hier intact, maar op het dijbeen zijn enkele zwakke plekken gevonden, die worden afgefraisd.

## Bouw en functie van het patellofemorale gebied

### De achterzijde van de knieschijf
De knieschijf is een sesambeen: een bot dat geheel in een pees gelegen is. De achterzijde van het bovenste driekwart vormt een gewricht met het onderste gedeelte van het dijbeen, en is te verdelen in een lateraal (aan de buitenste zijde van het lichaam gelegen) en een mediaal (dicht bij de andere knie gelegen) gewrichtsoppervlak. Meestal is het mediale oppervlak het kleinst. De oppervlakken zijn samen bij een volwassene 12 cm2 groot en bedekt met gewrichtskraakbeen van - bij een volwassene - tot 6 mm dik.

### De condyli femoris
De gewrichtsoppervlakken van het dijbeen zijn eveneens bedekt met gewrichtskraakbeen. Tussen de oppervlakken bevindt zich synoviale vloeistof.
Het oppervlak van de condyli femoris vormt een spoor waarover de patella bij het strekken van de knie naar boven kan bewegen. De condylus medialis femoris bevindt zich wat meer naar voren, de condylus lateralis femoris is vlakker. Een belangrijke rol is hierbij weggelegd voor de grote strekspier van het bovenbeen, de musculus quadriceps femoris. Met name het laterale gedeelte hiervan, de musculus vastus lateralis vormt met zijn pees het retinaculum laterale, dat de knieschijf in het spoor houdt.

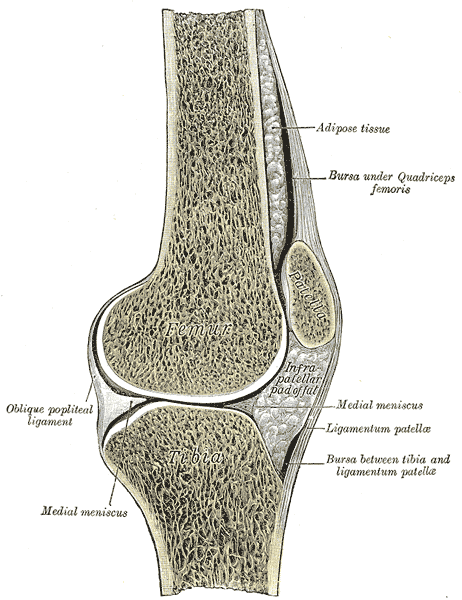
Sagittale doorsnede door de knie. (Sagittaal = verticaal, van voor naar achter)
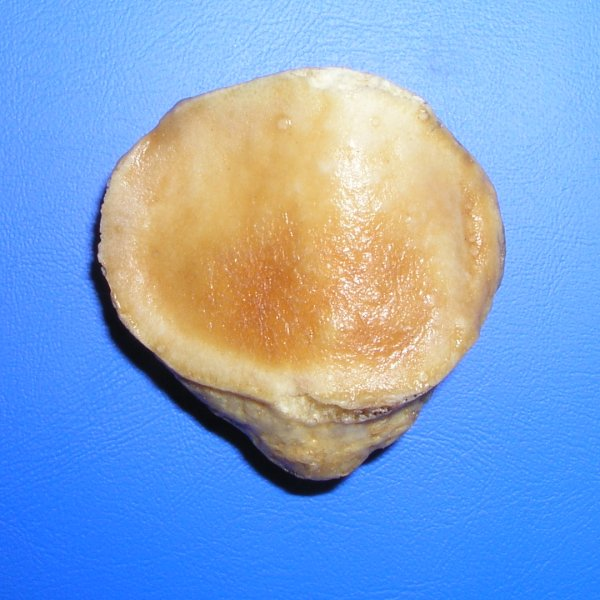
Linker knieschijf van een mens; achterzijde = gewrichtskant.
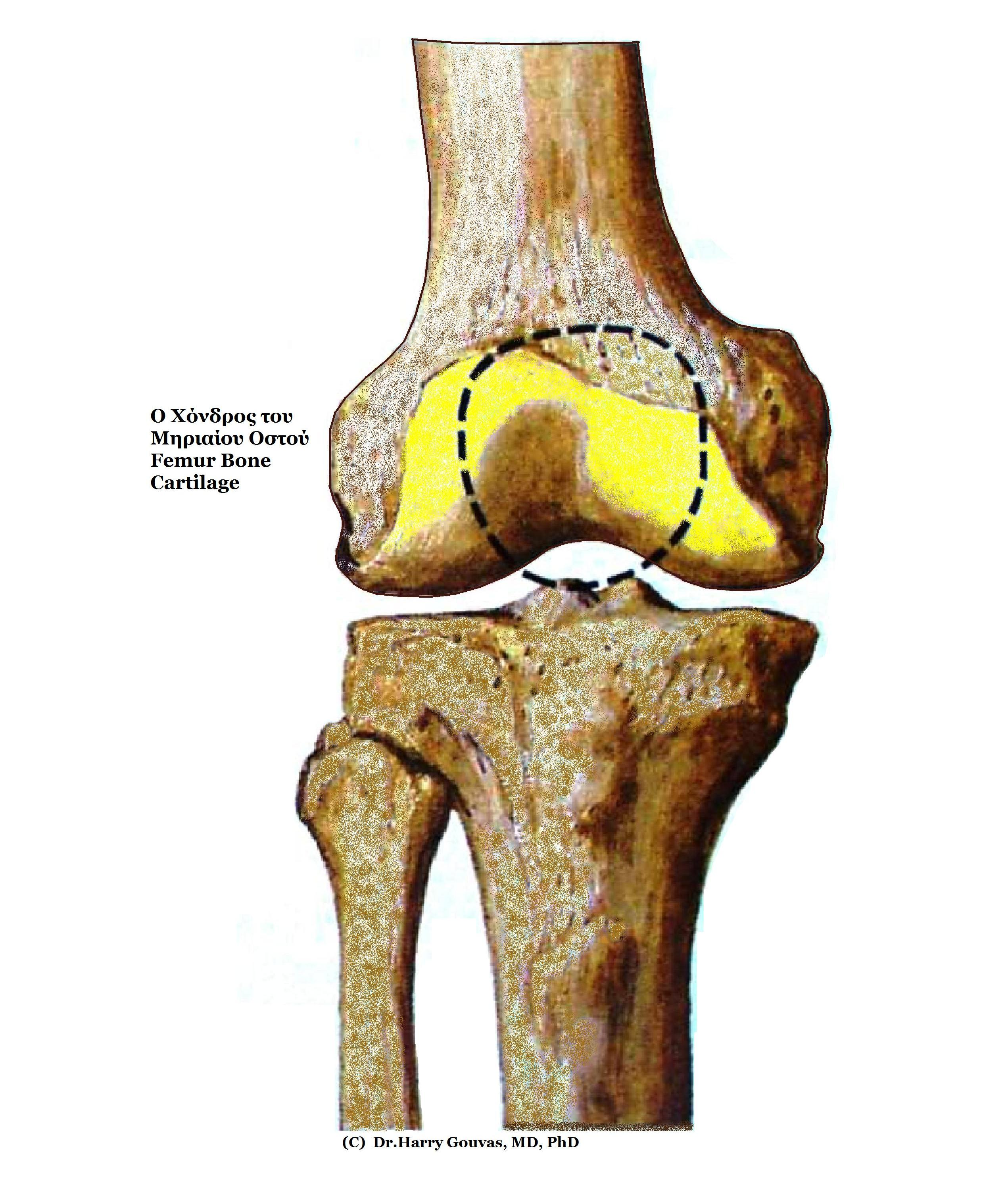
kraakbeen aan femurzijde
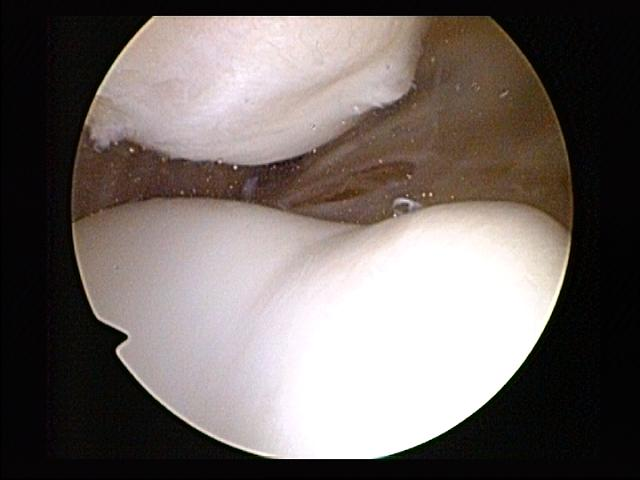
kijkje tussen het kraakbeen van knieschijf en dijbeen in.

## Klachten
Kenmerkend voor het patellafemorale pijnsyndroom is het optreden van pijn in de knie als de knieschijf tegen het dijbeen wordt gedrukt. Dit treedt vooral op bij lopen, traplopen of fietsen. Ook bij lang zitten kan de pijn optreden.

De aandoening is pijnlijk en kan de meestal jonge patiënten erg ongerust maken: vaak zijn ze bang op jonge leeftijd al invalide te worden. Deze angst is onterecht: de aandoening is geen voorbode van vroegtijdige slijtage en gaat in het algemeen na enige maanden tot jaren vanzelf over.

'Door de knie gaan' is het verschijnsel dat de te korte strekspieren bij het lopen niet voldoende kracht hebben, waardoor de buiging in de knie onverwacht sterk toeneemt.

## Diagnose
- Meestal kan de diagnose al gesteld worden op anamnese en eenvoudig lichamelijk onderzoek, bijvoorbeeld door uw huisarts of fysiotherapeut.
- Een röntgenfoto heeft meestal geen méérwaarde
- MRI-scan
- kijkoperatie

## Oorzaken
Er bestaat in de orthopedie geen eenstemmigheid over wanneer men spreekt van een patellofemoraal pijnsyndroom en wanneer van een retropatellaire chondropathie.
- Soms is er wel een beschadiging van het kraakbeen aan de achterzijde van de knieschijf (retropatellaire chondropathie). Soms is dit (nog?) gaaf.
- Soms is er sprake van pijn en kraken, maar is het kraakbeen (nog) gaaf.
- Soms spoort de knieschijf niet (blijft tijdens buigen en strekken van de knie niet in het juiste traject).
- Soms zijn de strekspieren of -pezen te kort.

Risicofactoren zijn sporten, bijvoorbeeld meer dan 50 km hardlopen per week. De aandoening wordt vaker bij vrouwen gezien en vaker bij jongeren.

### Andere oorzaken van knieklachten
- Habituele patellaluxatie. Als de knieschijf steeds ontspoort kan dit behalve klachten ook beschadiging geven van het gewrichtskraakbeen.
- Ook bij artrose wordt het gewrichtskraakbeen ruw. Artrose zal meestal op latere leeftijd optreden en bovendien zal artrose ook het kniegewricht tussen tibia en femur (scheenbeen en dijbeen) aantasten.
- Osteochondritis diseccans; hierbij schiet de doorbloeding van een stukje bot onder het kraakbeen tekort. Dit kan overal in de knie optreden maar meestal in het scheenbeen.
- ziekte van Osgood-Schlatter; hierbij zit de pijn echter op het scheenbeen, net onder de knieschijf
- Jumper's knee - een irritatie van de peesaanhechting aan de boven- of onderkant van de knieschijf.
- Trauma
- Eerdere operatie aan de knieschijf

## Behandeling
De meest gepropageerde behandeling is versterking van de musculus quadriceps femoris, de grote dijspier die aan de voorkant van het bovenbeen zit. Men richt zich hierbij met name op het trainen van de musculus vastus medialis omdat dit een gunstig effect op de sporing van de knieschijf zou hebben. Deze specifiek gerichte krachttraining moet bij voorkeur begeleid worden door een fysiotherapeut.
- pijnstilling
- brace: hiervan is weinig of geen werking aangetoond.
- fysiotherapie c.q. oefentherapie
- Tijdens kijkoperatie glad maken van het kraakbeen; vaak maar tijdelijke oplossing.
- De behandeling met glucosamine en chondroïtinesulfaat is omstreden en daarom niet aan te raden..